# Lista de parques e bosques de Curitiba
Lista de Parques e Bosques de Curitiba.
Curitiba tem no total 48 parques e bosques, que totalizam 19.251.878 m², ou 19,25 km², 4,42% da área da cidade.
Conhecida como a capital ecológica nos anos 1990, pelo uso intensivo de transporte público, alta taxa de área verde por habitante e o programa inovador do "Lixo que não é lixo". O primeiro parque foi criado, no centro da cidade, o Passeio público, em 1886, mas os mais conhecidos são o Jardim Botânico e o Parque Barigui.

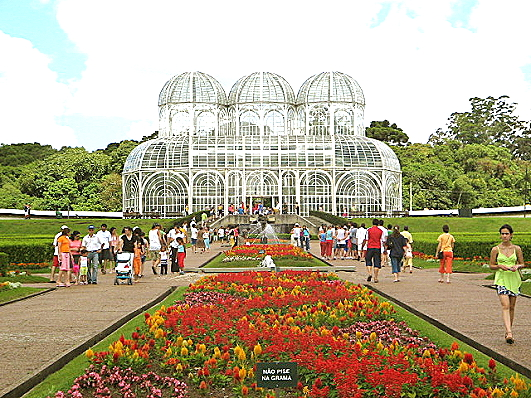
Jardim Botânico de Curitiba.

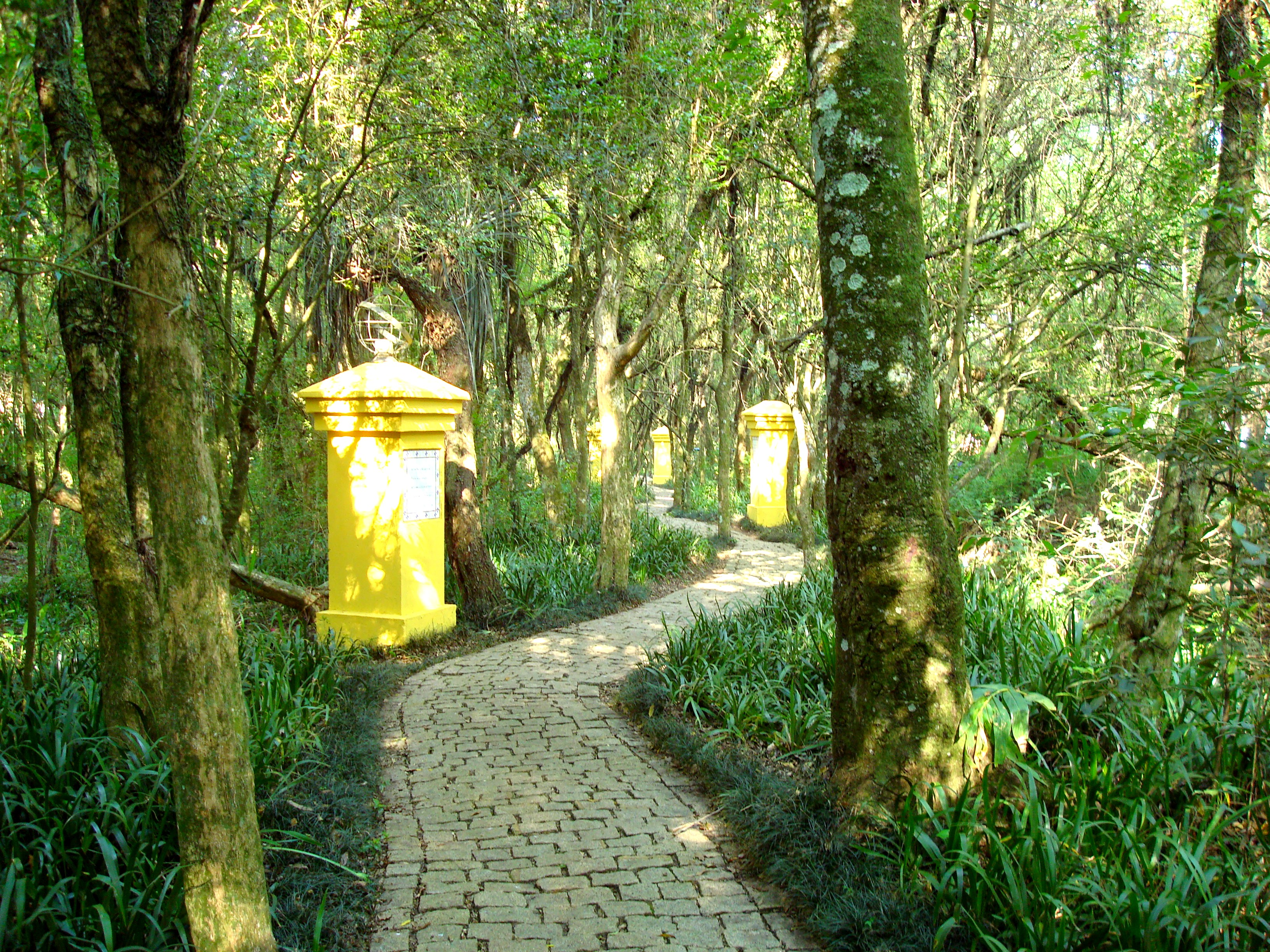
Bosque Portugal.

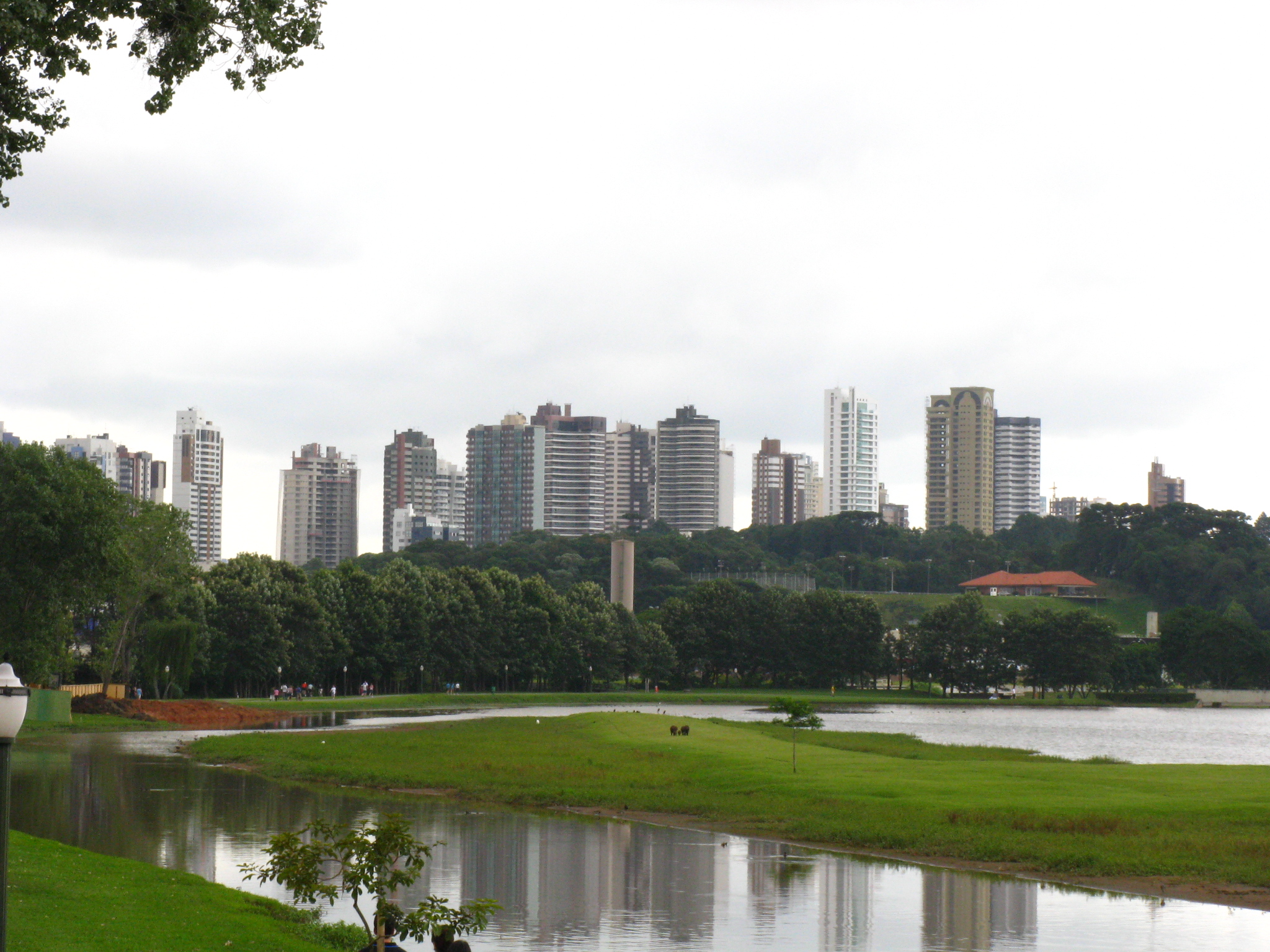
Parque Barigui.

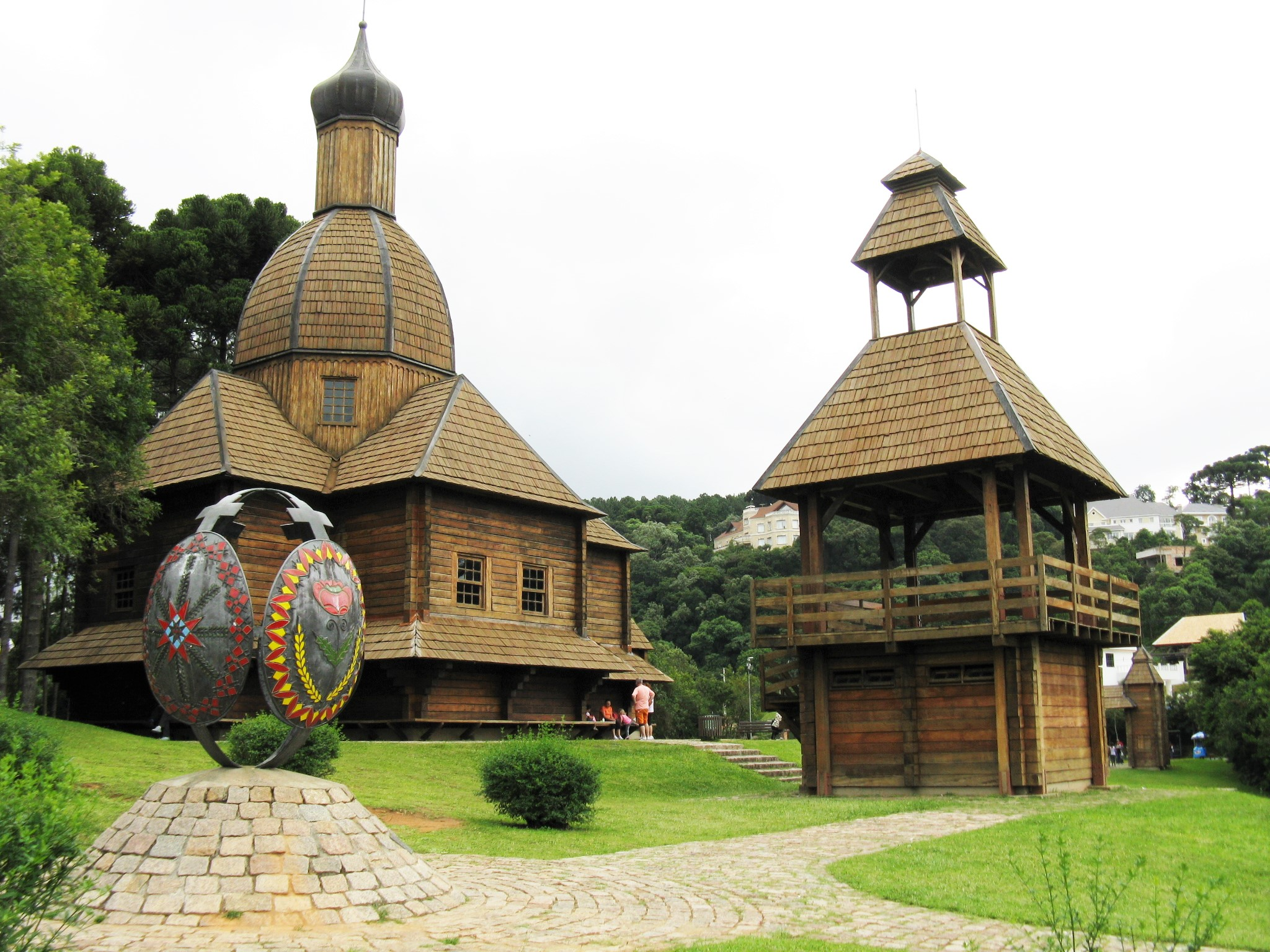
Parque Tingui.

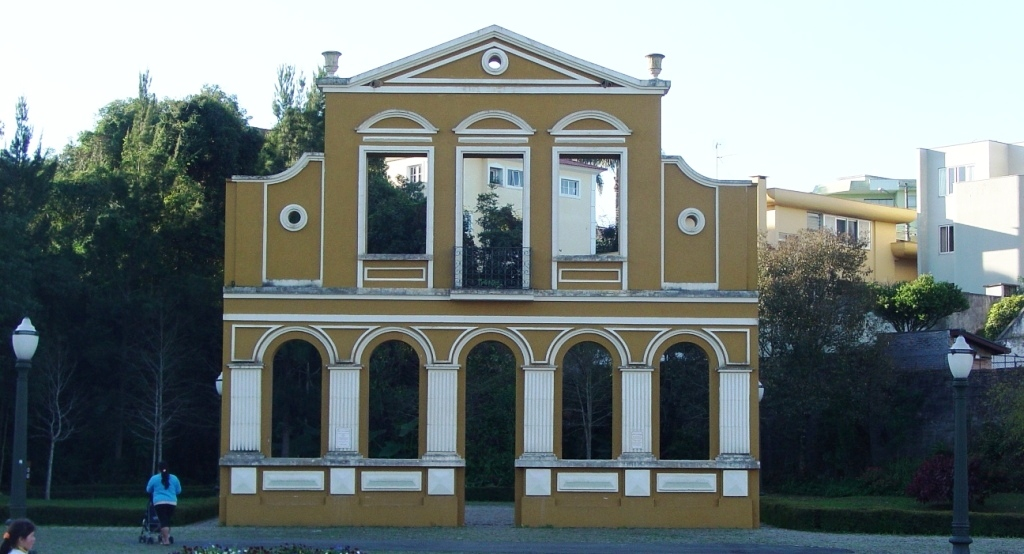
Bosque Alemão.

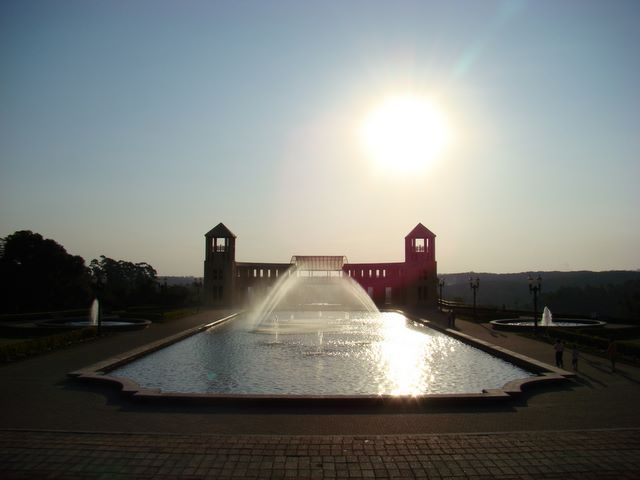
Parque Tanguá.

| Nome                               | Bairro            | Regional         | Área (m²)     | Ano de implantação |
| ---------------------------------- | ----------------- | ---------------- | ------------- | ------------------ |
| Bosque Martin Lutero               | Boa Vista         | Boa Vista        | 11.682        | 1974               |
| Bosque João Paulo II               | Centro Cívico     | Matriz           | 48.000        | 1980               |
| Bosque do Capão da Imbuia          | Capão da Imbuia   | Cajuru           | 42.417        | 1981               |
| Bosque Dr João Carlos H. Gutierrez | Vista Alegre      | Santa Felicidade | 35.794        | 1986               |
| Bosque Reinhard Maak               | Hauer             | Boqueirão        | 78.000        | 1989               |
| Bosque do Pilarzinho               | Pilarzinho        | Boa Vista        | 28.146        | 1991               |
| Bosque Zaninelli - UniLivre        | Pilarzinho        | Boa Vista        | 36.794        | 1992               |
| Bosque dos 300 Anos                | Sítio Cercado     | Bairro Novo      | 1.508         | 1993               |
| Bosque de Portugal                 | Jardim Social     | Matriz           | 20.850        | 1994               |
| Bosque da Fazendinha               | Fazendinha        | Portão           | 72.851        | 1995               |
| Bosque Alemão                      | Vista Alegre      | Santa Felicidade | 40.000        | 1996               |
| Bosque Italiano                    | Santa felicidade  | Santa Felicidade | 23.540        | 1996               |
| Bosque do Trabalhador              | Cidade Industrial | CIC              | 192.015       | 1996               |
| Bosque São Nicolau                 | Cidade Industrial | CIC              | 20.520        | 2000               |
| Bosque Irmã Clementina             | Bairro Alto       | Boa Vista        | 19.144        | 2008               |
| Bosque dos Mundiais                | Portão            | Portão           | 9.000         | 2014               |
| Total de Bosques                   |                   | 15               | 671.261       |                    |
| Passeio Público                    | Centro            | Matriz           | 69.285        | 1885               |
| Parque Barigui                     | Santo Inácio      | Santa Felicidade | 1.400.000     | 1972               |
| Parque do Barreirinha              | Barreirinha       | Boa Vista        | 275.380       | 1972               |
| Parque São Lourenço                | São Lourenço      | Boa Vista        | 203.918       | 1972               |
| Parque Iguaçu                      | Alto Boqueirão    | Boqueirão        | 8.264.316     | 1978               |
| Parque General Iberê de Mattos     | Bacacheri         | Boa Vista        | 152.000       | 1988               |
| Parque das Pedreiras               | Abranches         | Boa Vista        | 103.500       | 1990               |
| Jardim Botânico                    | Jardim Botânico   | Matriz           | 278.000       | 1991               |
| Parque Nascente do Belém           | Cachoeira         | Boa Vista        | 11.178        | 1991               |
| Parque do Passaúna                 | Augusta           | CIC              | 6.500.000     | 1991               |
| Parque Tingui                      | São João          | Santa Felicidade | 380.000       | 1994               |
| Parque Caiuá                       | Cidade Industrial | CIC              | 46.000        | 1994               |
| Parque Diadema                     | Cidade Industrial | CIC              | 112.000       | 1994               |
| Parque dos Tropeiros               | São Miguel        | CIC              | 173.474       | 1994               |
| Parque Tanguá                      | Pilarzinho        | Boa Vista        | 235.000       | 1996               |
| Parque Cajuru                      | Cajuru            | Cajuru           | 104.000       | 2003               |
| Parque Atuba                       | Atuba             | Boa Vista        | 173.265       | 2004               |
| Parque Cambuí                      | Fazendinha        | Portão           | 99.301        | 2008               |
| Parque Lago Azul                   | Umbará            | Bairro Novo      | 128.500       | 2008               |
| Parque Gomm                        | Batel             | Matriz           | 2.500         | 2010/2016          |
| Parque Pinhal do Santana           | Campo de Santana  | Tatuquara        | Não Informado | 2022               |
| Parque Rio Bonito                  | Tatuquara         | Tatuquara        | Não Informado | 2023               |
| Total de Parques                   |                   | 30               | 18.580.617    |                    |
| Total de Áreas de Preservação      |                   | 35               | 19.251.878    |                    |